# Yavapai

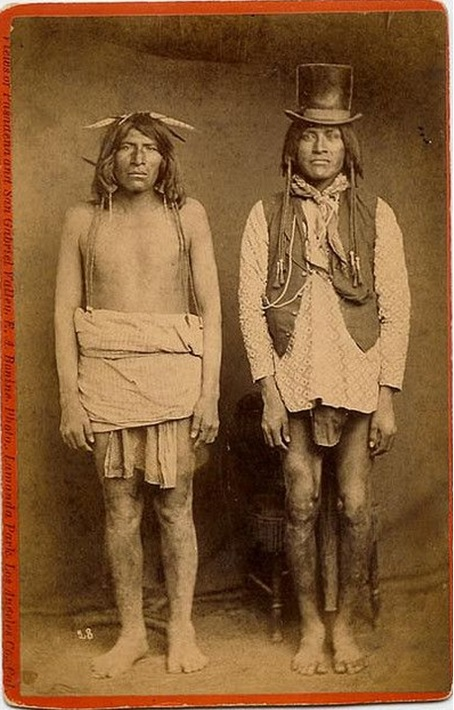
Guerrero tradicional Yuma a la izquierda, con ropa atada en su cintura. Foto por E.A. Butine en 1889 Los Angeles, Ca.

Los yavapai son una tribu india de la familia yumana del altiplano del note de Arizona (grupo hoka), y en los altiplanos del Oeste cuyo nombre proviene de enjaeva “sol” y pai “gente”. Hablaban una lengua de la familia yumano-cochimí.
Según datos del BIA de 1995, en la reserva Yavapai-Prescott había 241 habitantes (143 en el rol tribal). Según el censo de 2000, había 1.003 yavapai-prescott y 1.076 yavapai-apache.
Fueron hostiles a los mojave. En 1890 fueron llevados a la reserva San Carlos con los apache occidentales, hasta que en 1900 les trasladaron a la de Río Verde. En 1903 eran 500 y en 1910 unos 550 con los mojave. El miembro más destacado de la tribu ha sido Carlos Montezuma, uno de los primeros activistas en la defensa de los derechos de los indios.🇺🇸